# Krokodilväktare
Krokodilväktare (Pluvianus aegyptius) är en vadare som lever i Afrika söder om Sahara. Numera placeras den i egen egen familj, Pluvianidae.

## Taxonomi och utbredning
Vilka krokodilväktarens närmaste släktingar är har varit omdiskuterat. Den placeras som ensam art i släktet Pluvianus. Numera placeras den återigen i den egna familjen Pluvianidae men den har också placerats i familjen Glareolidae, tillsammans med en ökenlöpare och vadarsvalor, i den monotypiska underfamiljen Pluvianinae.
Den beskrevs första gången taxonomiskt 1758 av Linné i den tionde upplagan av hans verk Systema naturae. Han beskrev den då som Charadrius aegyptius och placerade den därmed i strandpiparsläktet Charadrius. Det var först 1816 som Louis Jean Pierre Vieillot omplacerade arten i det egna släktet Pluvianus.
Krokodilväktaren är en stannfågel som förekommer i de tropiska delarna av Afrika, från området söder om Sahara och så långt söderut som Demokratiska republiken Kongo och allra nordligaste Angola.
Den delas vanligtvis inte upp i några underarter men vissa auktoriteter har tidigare behandlat den sydligaste populationen som underarten Pluvianus aegyptius angolae (Meinertzhagen, 1927).

## Utseende, fältkännetecken och läte
Krokodilväktaren är distinkt tecknad. Den adulta fågeln är 19-21 cm lång och har svart hjässa, ögonmask och bröstband som samlas i en svart kil på ryggen. I övrigt är ansiktet vitt med ett kraftigt vitt ögonbrynsstreck och vit haka. Resten av ovansidan är blågrå medan bröst och buk orangerosa. Den har ganska långa ben som är blågrå och en spetsig svart näbb. 
I flykten är den än mer spektakulär. Ovansidans vingtäckare har samma gråblå nyans som ryggen medan arm- och handpennor är vita med ett kontrasterande svart vingband som löper parallellt med bakre vingkanten som också har en tunn svart kant. Även vingknogen är svart. Stjärtfjädrarna är gråblå med ett brett vitt ändband. Undersidan av vingen är vit med ett lika tydligt svart vingband som ovansidan. I flykten ser fågeln mest vit ut underifrån förutom de svarta vingbanden.
Könen är lika medan juvenilerna är mörkare och inte mindre kontrastrika där de mörka partierna snarare är bruna än svarta.
Dess läte är ett högfrekvent krrr-krrr-krrr.

## Ekologi
Denna ofta orädda fågel ses ofta i par eller mindre grupper nära vatten. Vid landning hälsar paret på varandra genom att lyfta vingarna i en utstuderad ceremoni som visar upp de vitsvarta vingfälten. Den häckar på sandiga stränder vid större floder. Den ruvar inte sina två till tre ägg i egentlig mening utan gräver istället ned dem i sanden vars värme ruvar äggen. Värmeregleringen sköts genom att de ibland kyler ned äggen genom att sitta på dem med blöt fjäderdräkt, så kallad bukblötning. När de lämnar redet täcker de äggen med sand.
Ungarna är borymmare och kan springa så fort som de är kläckta och snart därefter själva födosöka. Föräldrarna kyler ned ungarna genom bukblötning och ungarna kan även dricka vatten ifrån bukfjädrarna. Vid fara kan föräldrarna under kortare perioder gräva ned ungarna i sanden. Den lever av insekter.

## Status och hot
Arten har ett stort utbredningsområde och tros öka i antal. Internationella naturvårdsunionen IUCN listar den därför som livskraftig (LC). Världspopulationen uppskattast till mellan 14 000 och 50 000 vuxna individer.

## Namn

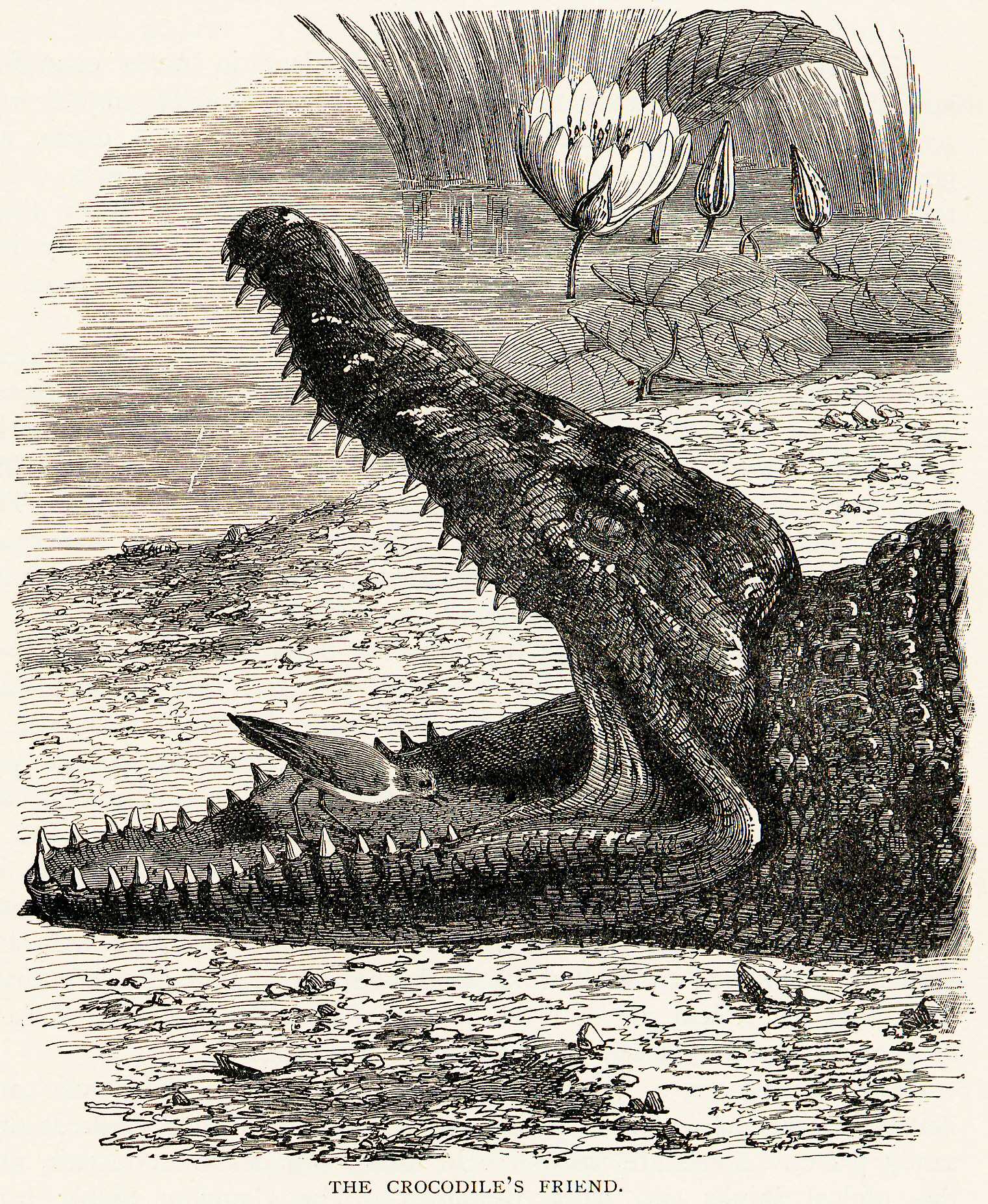
Illustration av den spridda myten om hur krokodilväktaren födosöker i krokodilens käft.

Dess svenska trivialnamn, krokodilväktare, refererar till anekdotiska berättelser om dess symbiotiska relation med krokodiler. Historierna härstammar från så långt tillbaka som Herodotos, och berättar om hur krokodiler ligger på strandbrinken med öppna käftar och hur krokodilväktarna tillåts äta av köttrester på krokodilernas tänder utan att krokodilerna äter upp fåglarna. Beteendet har dock aldrig bekräftats och berättelsen anses idag vara en faktoid.
Dess vetenskapliga släktnamn Pluvianus påminner om namnet på vadarsläktet Pluvialis (Brisson, 1760), som bland annat omfattar ljungpipare och kustpipare och som också har en kontrastrik fjäderdräkt med mycket svart. Namnen härstammar från latinets "pluviale" som betyder regnkappa men även är namnet för en specifik katolsk prästkåpa.

## Bildgalleri

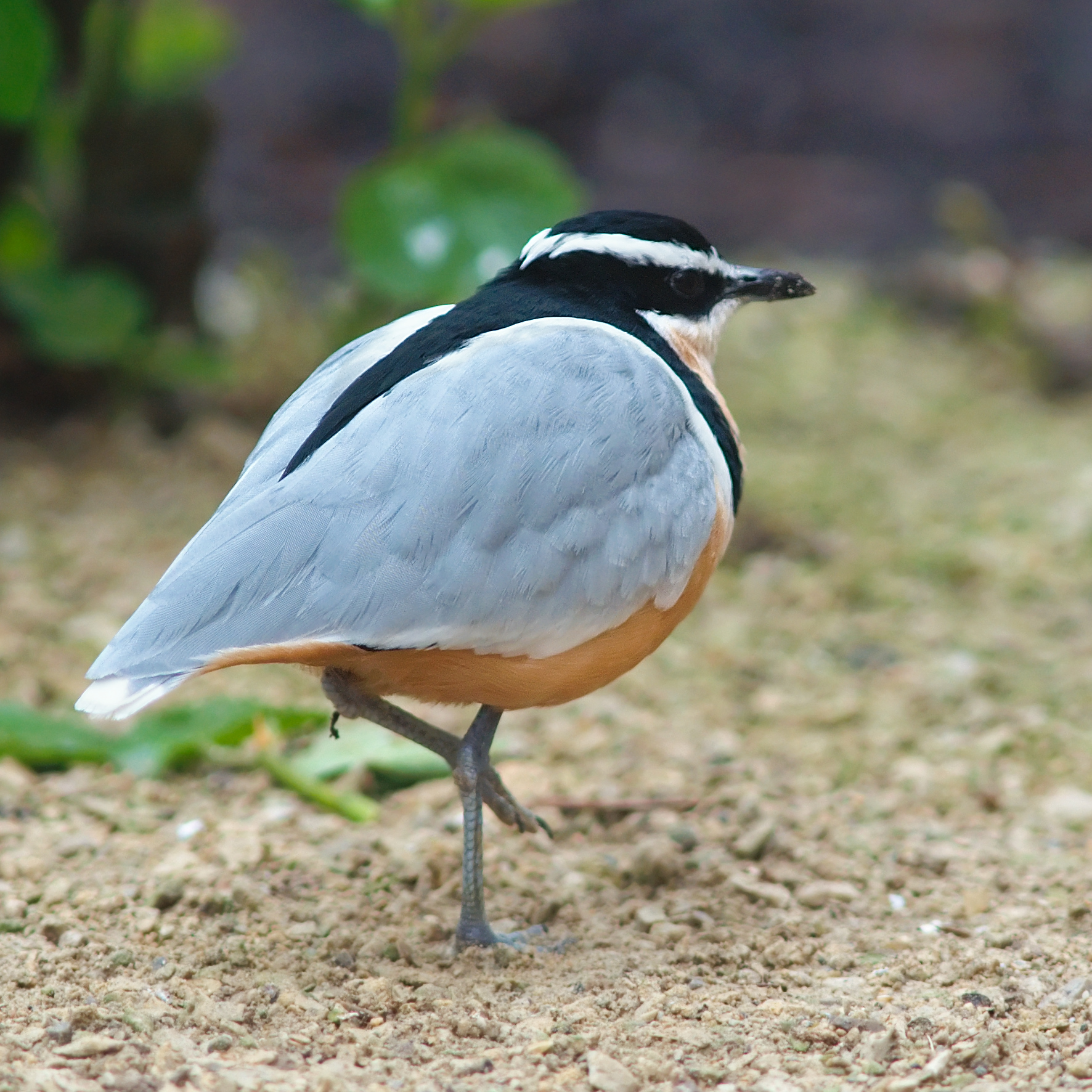
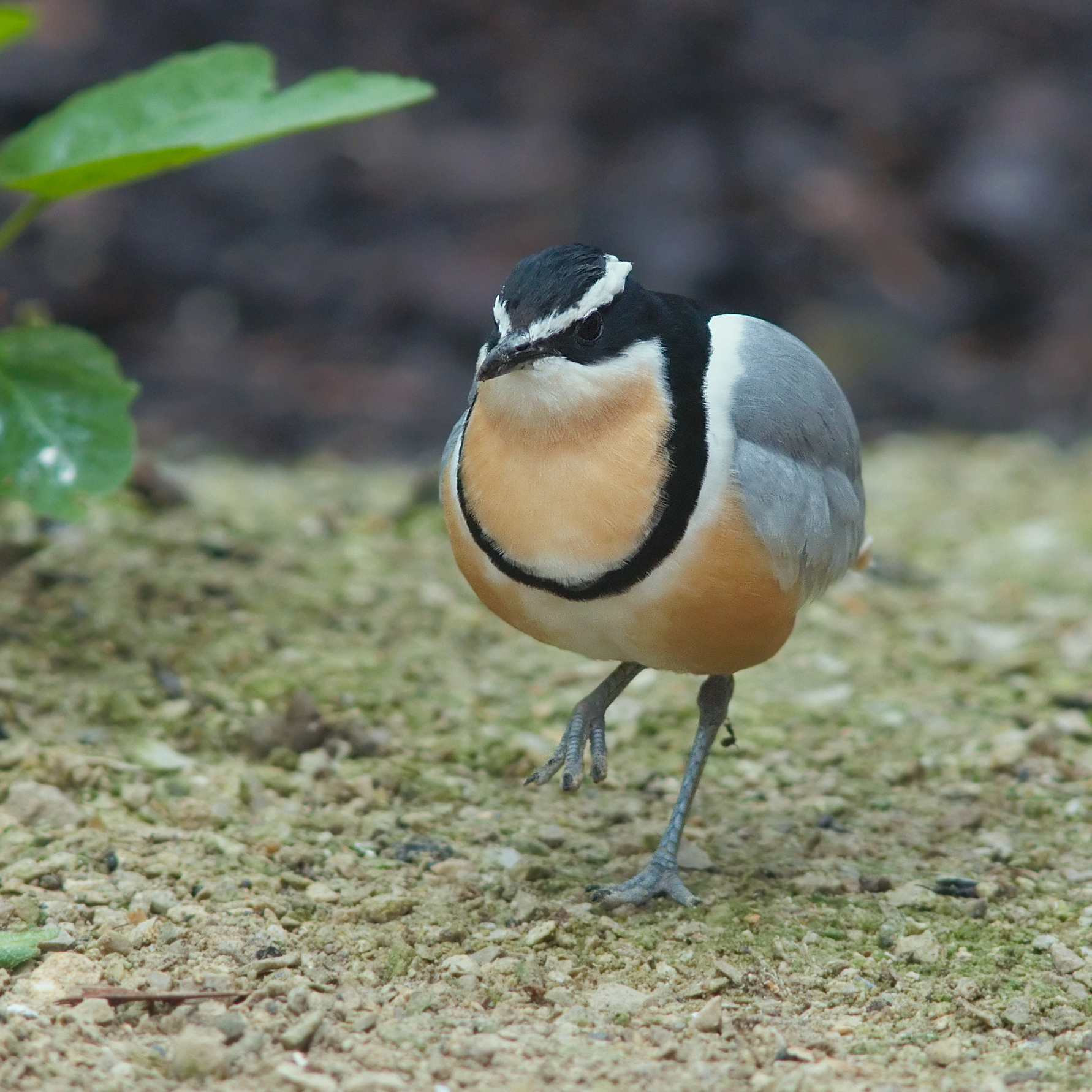